# Amanecer
Amanecer – singiel hiszpańskiej piosenkarki Edurne napisany przez Tony’ego Sáncheza-Ohlssona, Petera Boströma oraz Thomasa G:sona, wydany jako singiel 3 marca 2015 roku nakładem wytwórni Sony Music España oraz umieszczony szóstym albumie studyjnym artystki zatytułowanym Adrenalina z czerwca tegoż roku.
Utwór reprezentował Hiszpanię podczas 60. Konkursu Piosenki Eurowizji organizowanego w 2015 roku w Wiedniu.

## Historia utworu

### Nagrywanie
Utwór został napisany i skomponowany w 2015 roku przez hiszpańskiego kompozytora i producenta Tony’ego Sáncheza-Ohlssona oraz szwedzkich autorów piosenek – Petera Boströma i Thomasa G:sona, którzy odpowiedzialni byli m.in. za stworzenie przeboju „Euphoria” szwedzkiej piosenkarki Loreen. Jak przyznała sama Edurne, utwór jest „żywiołową piosenką z epickimi akcentami mówiącymi o złamanym sercu”.

### Wydanie i odbiór
Piosenka została premierowo zaprezentowana 1 marca podczas specjalnej konferencji prasowej zorganizowanej przez hiszpańskiego nadawcę publicznego Radiotelevisión Española. Dwa dni później utwór został udostępniony do sprzedaży cyfrowej za pośrednictwem serwisu iTunes.

### Teledysk
Oficjalny teledysk do piosenki ukazał się 9 marca 2015 roku. Klip powstał w styczniu tegoż roku w Walencji, jego reżyserami zostali David Arnal i Germán de la Hoz.

### Konkurs Piosenki Eurowizji
23 maja numer został zaprezentowany w finale Konkursu Piosenki Eurowizji jako dwudziesty pierwszy w kolejności i zajął ostatecznie 21. miejsce z 15 punktami na koncie.